# مصفوفة هادون
مصفوفة هادون هو أكثر النماذج الفكرية المستخدمة في مجال الوقاية من الإصابات، طوَّره ويليام هادون عام 1970، ويشمل عدة نقاط تتعلق بالعوامل الشخصيَّة والعوامل التي تتعلق بالمركبات والعوامل البيئية قبل وأثناء وبعد حدوث الإصابة أو الحادث، ويمكن من خلال استخدام هذا النموذج تقييم أهمية هذه العوامل المختلفة وتداخلاتها.

## الوقاية من الإصابات
غالباً ما تسمى العناصر العشرة التالية «استراتيجيات هادون»، وتمثِّل الطرق المحتملة للوقاية من الإصابات خلال المراحل المختلفة
، وتشمل:

### قبل حدوث الأذية
- منع وجود العامل المُسبِّب للأذية
- منع تُسبُّبه بالأذية حتى في حال وجوده
- إبعاد العامل المُسبِّب للأذية عن المُضيف
- توفير الحماية للمُضيف

### أثناء حدوث الأذية
- الحد من كمية أو مقدار العامل المُسبِّب للأذية
- السيطرة على نمط تحرُّر أو وجود العامل المُسبِّب للأذية
- التحكم في نمط التفاعل بين المُضيف والعامل المُسبِّب للضرر
- العمل على زيادة مرونة المُضيف

### بعد حدوث الأذية
- تقديم استجابة علاجية سريعة للمضيف
- تقديم العلاج والعمل على إعادة تأهيل المضيف

## ويليام هادون
ولد الدكتور ويليام هادون الابن William Haddon (1926 - 1985) في ولاية نيوجيرسي في 24 مايو 1926 وتلقى تعليمه في معهد ماساتشوستس للتكنولوجيا وكلية الطب في جامعة هارفارد وكلية الصحة العامة في جامعة هارفارد، عمل مع وزارة الصحة العامة في ولاية نيويورك واكتسب سمعة كبيرة من خلال أبحاثه في مجال حوادث الطرق السريعة وأضرارها والخسائر الناتجة عنها وخاصةً فيما يتعلق بالحوادث المرتبطة بالكحول.
كان هادون هو المؤلف الرئيسي لكتاب «أبحاث في الحوادث: أساليب ومقاربات» الذي نشر عام 1964، وحصل على العديد من الجوائز الهامة في مجال الخدمة العامة أبرزها جائزة جمعية الصحة العامة الأمريكية للإنجازات الصحية العامة، ويعتبر على نطاق واسع الأب الروحي لعلم الأوبئة الحديث المتعلق بالحوادث والإصابات.
في عام 1966 تمَّ تعيينه كأول مسؤول عن الوكالة الوطنية للسلامة المرورية التي أنشئت حديثاً والوكالة الوطنية للسلامة على الطرق السريعة، وتمَّ دمج الوكالتين في عام 1967 في المكتب الوطني للسلامة على الطرق السريعة NHSB، وبصفته مديراً لهذه الوكالة كان الدكتور هادون مسؤلاً عن وضع أول معايير أمان للسيارات الفيدرالية، وعندما تولَّت إدارة سياسية جديدة منصبه في يناير 1969 استقال من مهمته وبعد فترة وجيزة أصبح رئيساً لمعهد تأمين السلامة على الطرق السريعة IIHS وبقي فيه حتى وفاته عام 1985، وتحت قيادته أصبح هذا المعهد شركة رائدة في مجال الأبحاث المتعلقة بسلامة المركبات والسكك الحديدية.
سعى الدكتور ويليام هادون لإيجاد منهج أكثر مرونة للسيطرة على الإصابات والأذيات وأنشأ العديد من الأطر والمفاهيم من أجل توضيح وفهم كيفيَّة حدوث الإصابات ووضع استراتجيات للتدخل أبرزها مصفوفة هادون، وساعدت جهوده الرياديَّة في تحويل مجال السلامة على الطرقات العامة من التركيز على الوقاية من الحوادث فقط إلى نظام شامل يقوم بفحص العوامل البشرية والبيئية وتلك التي تتعلق بالمركبات لتحديد مدى الإجراءات المطلوبة لتقليل خسائر الحوادث سواء تلك التي يتم إجراؤها قبل الحادث أو خلاله أو بعده، ويعتقد الدكتور هادون أنَّ فهم المرض والوقاية منه يجب أن يكونا أول استراتجيَّة للعلاج الطبي، وأنَّ العلاج بغض النظر عن ضرورته ليس هو الخط الأول المنطقي للبدء به، وفي هذا السياق كان من أوائل المروِّجين للوسادة الهوائية كوسيلة لتقليل الإصابات وتخفيف خسائر الحوادث وبقي بطل هذه القضية طوال فترة الجدال الطويل حول مدى فعاليتها.

## سلامة المريض
هناك العديد من الإجراءات والطرق التي تتخذها المؤسسات والأفراد لحماية المريض أو الشخص أثناء حدوث الإصابة والضرر، أهم هذه الإجراءات وأكثرها فعالية هي «إجراءات الوقاية من خطر الحدوث»، وتشمل مجموعة متكاملة من الأفعال المعتمدة على التخطيط والتنفيذ وصولاً لتحقيق الأمان التام وخفض نسب الأذيات لأقصى حد.